# Alfred Grenser
Pour les articles homonymes, voir Grenser.
Alfred Grenser (né le 15 novembre 1838 à Leipzig et mort le 17 avril 1891 à Vienne) est héraldiste, généalogiste et libraire à Vienne.
Il est cofondateur de la Société héraldique-généalogique « Adler » (de) à Vienne en 1870.

## Travaux
- Mitarbeit am Neuen Siebmacher
- Die Wappen der XII Kantone Schweizerischer Eidgenossenschaft, Braunschweig 1866 (digitalisierte Ausgabe bei Google Books)
- Die Lilie in der Heraldik, Wien 1873
- Die Wappen der infulierten Pröpste von Klosterneuburg in Niederösterreich, Wien 1874
- Die Wappen der Äbte von Melk in Niederösterreich, Wien 1876
- Die National- und Landesfarben von 150 Staaten der Erde, Frankfurt am Main 1881
- Deutsche Künstler im Dienste der Heraldik, Wien 1876
- Das Wappen der Stadt Wien: Seine Entstehung und Geschichte mit Abbildungen von Wappen und Siegeln, Wien, 1866
- Zunft-Wappen und Handwerker-Insignien, Rommel, Frankfurt am Main 1889 (digitalisierte Ausgabe der Bibliothèque universitaire et d'État de Düsseldorf)